# Moonbi
Moonbi is een plaats in de Australische deelstaat New South Wales.